# Photedes nigropicta
Photedes nigropicta är en fjärilsart som beskrevs av Friedrich von Huene. Photedes nigropicta ingår i släktet Photedes och familjen nattflyn. Inga underarter finns listade i Catalogue of Life.